# Funkcionalizam (filozofija uma)
U filozofiji uma, funkcionalizam je teza da je svako mentalno stanje (na primer, stanje verovanja, želje ili bola) konstituisano isključivo njegovom funkcionalnom ulogom, što znači njegov uzročni odnos prema drugim mentalnim stanjima, senzornim inputima i bihevioralnim izlazima. Funkcionalizam se uglavnom razvio kao alternativa teoriji identiteta uma i biheviorizma.
Funkcionalizam je teorijski nivo između fizičke implementacije i bihevioralnog rezultata. Stoga se razlikuje od svojih prethodnika kartezijanskog dualizma (zagovarajući nezavisne mentalne i fizičke supstance) i Skinerovog bihejviorizma i fizikalizma (koji proglašava samo fizičke supstance) jer se bavi samo efikasnim funkcijama mozga, kroz njegovu organizaciju ili njegove „softverske programe“.
Pošto se mentalno stanje identifikuje funkcionalnom ulogom, kaže se da se ono ostvaruje na više nivoa; drugim rečima, može da se manifestuje u raznim sistemima, čak i u kompjuterima, sve dok sistem obavlja odgovarajuće funkcije. Dok kompjuterski program izvršava funkcije putem proračuna na ulazima da bi dao izlaze, implementiran preko svog elektronskog supstrata, mozak obavlja funkcije putem svojih bioloških operacija i odgovora na stimulaciju.

## Višestruka ostvarivost
Važan deo nekih argumenata za funkcionalizam je ideja višestruke realizacije. Prema standardnim funkcionalističkim teorijama, mentalno stanje odgovara funkcionalnoj ulozi. To je kao ventil; ventil može biti napravljen od plastike ili metala ili drugog materijala, sve dok obavlja odgovarajuću funkciju (kontrolisanje protoka tečnosti ili gasa). Slično, funkcionalisti tvrde, mentalno stanje se može objasniti bez razmatranja stanja osnovnog fizičkog medijuma (kao što je mozak) koji ga realizuje; potrebno je samo razmotriti funkciju ili funkcije višeg nivoa. Pošto mentalno stanje nije ograničeno na određeni medijum, ono se može realizovati na više načina, uključujući, teoretski, nebiološkim sistemima, kao što su kompjuteri. Mašina zasnovana na silikonu mogla bi da ima istu vrstu mentalnog života kao i ljudsko biće, pod uslovom da njena struktura ostvaruje odgovarajuće funkcionalne uloge.
Međutim, postojale su neke funkcionalističke teorije koje se kombinuju sa teorijom identiteta uma, koje poriču višestruku ostvarivost. Takve teorije funkcionalnih specifikacija (Functional Specification Theories, FST) (Levin, § 3.4), kako se nazivaju, su najznačajnije razvili Dejvid Luis i Dejvid Malet Armstrong. Prema FST-ovima, mentalna stanja su posebni „realizatori“ funkcionalne uloge, a ne sama funkcionalna uloga. Mentalno stanje verovanja, na primer, je bilo koji moždani ili neurološki proces koji ostvaruje odgovarajuću funkciju verovanja. Dakle, za razliku od standardnih verzija funkcionalizma (koje se često nazivaju Funkcionalne teorije identiteta), FST-ovi ne dozvoljavaju višestruku ostvarivost mentalnih stanja, jer je činjenica da se mentalna stanja realizuju stanjima mozga od suštinskog značaja. Ono što često pokreće ovo gledište je uverenje da ako bismo naišli na vanzemaljsku rasu sa kognitivnim sistemom sastavljenim od značajno drugačijeg materijala od ljudskog (npr. zasnovanog na silicijumu), dok bi obavljao iste funkcije kao ljudska mentalna stanja (npr. oni bi imali tendenciju da viču „Jao!“ kada ih bockaju oštrim predmetima), rekli bismo da bi njihov tip mentalnog stanja mogao biti sličan našem, ali da nije isti. Za neke, ovo može biti nedostatak FST-a. Zaista, jedan od argumenata Hilari Putnama za njegovu verziju funkcionalizma oslanjao se na intuiciju da bi takva vanzemaljska stvorenja imala ista mentalna stanja kao i ljudi, i da višestruka ostvarivost standardnog funkcionalizma čini to boljom teorijom uma.

## Literatura
- Armstrong, D.M. (1968). A Materialistic Theory of the Mind. London: RKP.
- Baron-Cohen S.; Leslie A.; Frith U. (1985). „Does the Autistic Child Have a "Theory of Mind"?”. Cognition. 21 (1): 37—46. PMID 2934210. S2CID 14955234. doi:10.1016/0010-0277(85)90022-8.
- Block, Ned. (1980a). "Introduction: What Is Functionalism?" in Readings in Philosophy of Psychology. Cambridge, MA: Harvard University Press.
- Block, Ned. (1980b). "Troubles With Functionalism", in Block (1980a).
- Block, Ned. (1994). Qualia. In S. Guttenplan (ed), A Companion to Philosophy of Mind. Oxford: Blackwell
- Block, Ned (1996). „What is functionalism?” (PDF). a revised version of the entry on functionalism in The Encyclopedia of Philosophy Supplement, Macmillan.
- Block, Ned and Fodor, J. (1972). "What Psychological States Are Not". Philosophical Review 81.
- Chalmers, David. (1996). The Conscious Mind. Oxford: Oxford University Press.
- Crabb, B.G. (2005). "Fading and Dancing Qualia - Moving and Shaking Arguments", Deunant Books.
- DeLancey, C. (2002). "Passionate Engines - What Emotions Reveal about the Mind and Artificial Intelligence." Oxford: Oxford University Press.
- Dennett, D. (1990) Quining Qualia. In W. Lycan, (ed), Mind and Cognition. Oxford: Blackwells
- Levin, Janet. (2004). "Functionalism", The Stanford Encyclopedia of Philosophy (Fall 2004 Edition), E. Zalta (ed.). (online)
- Lewis, David. (1966). "An Argument for the Identity Theory". Journal of Philosophy 63.
- Lewis, David. (1980). "Mad Pain and Martian Pain". In Block (1980a) Vol. 1, pp. 216–222.
- Lycan, W. (1987) Consciousness. Cambridge, MA: MIT Press.
- Mandik, Pete. (1998). Fine-grained Supervience, Cognitive Neuroscience, and the Future of Functionalism.
- Marr, D. (1982). Vision: A Computational Approach. San Francisco: Freeman & Co.
- Polgar, T. D. (2008). „Functionalism”. The Internet Encyclopedia of Philosophy.
- Putnam, Hilary. (1960). "Minds and Machines". Reprinted in Putnam (1975a).
- Putnam, Hilary. (1967). "Psychological Predicates". In Art, Mind, and Religion, W.H. Capitan and D.D. Merrill (eds.), pp. 37–48. (Later published as "The Nature of Mental States" in Putnam (1975a).
- Putnam, Hilary. (1975a). Mind, Language, and Reality. Cambridge: CUP.
- Searle, John (1980). „Minds, Brains and Programs” (PDF). Behavioral and Brain Sciences. 3 (3): 417—424. S2CID 55303721. doi:10.1017/s0140525x00005756.
- Smart, J.J.C. (1959). "Sensations and Brain Processes". Philosophical Review LXVIII.

## Spoljašnje veze
- Levin, Janet. „Functionalism”.  Ур.: Zalta, Edward N. Stanford Encyclopedia of Philosophy.
- Eliasmith, Chris (2004). „Dictionary of the Philosophy of Mind - Functionalism”. University of Waterloo (Canada). Архивирано из оригинала 2012-06-23. г.